# Omar Balafrej
Omar Balafrej (Arabisch: عمر بلافريج) (Rabat, 26 oktober 1973) is een Marokkaanse politicus, mensenrechtenactivist en ingenieur. Hij werd in 2016 verkozen tot volksvertegenwoordiger van het kiesdistrict Agdal-Ryad.
Voordat hij parlementariër werd, was hij onder meer directeur van Casablanca Technopark en voorzitter van de Fondation Abderrahim Bouabid. Hij is een van de oprichters van de mensenrechtenbeweging Clarté-Ambition-Courage.

## Biografie

### Jeugd en opleiding
Omar Balafrej is op 26 oktober 1973 geboren in de Marokkaanse hoofdstad Rabat. Hij is opgegroeid in Rabat samen met zijn vader, een chirurg, en zijn moeder. Hij stamt af van een familie die eeuwenlang in Rabat heeft gewoond. Omar is het neefje van de Marokkaanse onafhankelijkheidsstrijder Ahmed Balafrej en heeft ook familiale banden met Marokkaanse politici als Abderrahim Bouabid en Mohamed El Yazghi.
Balafrej studeerde aan de Lycée Descartes voordat hij van school wisselde. Hij heeft zijn middelbare school vervolgens met succes afgerond aan de lycée Janson-de-Sailly in Parijs waar hij zich heeft voorbereid op een technische opleiding. Vervolgens heeft hij aan de École centrale de Lyon zijn ingenieursdiploma behaald.

### Professionele carrière
Na zijn terugkeer naar Marokko werkte Balafrej voor de investeringsbank Omnium Nord-Africain (ONA) Groupe. Ook is hij technisch directeur geweest van de Al Akhawayn Universiteit. Daarnaast was hij actief als consultant bij International Finance Corporation (IFC) dat onderdeel uitmaakte van de Wereldbank. Sinds 2008 heeft Balafrej leiding gegeven aan de incubator Technopark Maroc, een agglomeratie van bedrijven bij steden als Casablanca, Rabat en Tanger, dat als doel heeft startende bedrijven in (onder meer) de ICT en duurzame energie sector te ondersteunen. In 2015 heeft hij Technopark Maroc verlaten om zich voor te bereiden op de Marokkaanse nationale parlementsverkiezingen van 2016. Hij is verkozen als volksvertegenwoordiger van Agdal-Ryad.

### Maatschappelijke carrière
Omar Balafrej was tussen 2009 en 2012 hoofd van de Fondation Abderrahim Bouabid. Hij was verantwoordelijk voor een onafhankelijke denktank die bekend staat om publicaties van wetenschappelijke rapporten en analyses gerelateerd aan de ontwikkeling en de staat van de Marokkaanse samenleving. De missie van deze denktank is een bijdrage leveren aan het publieke debat over grote maatschappelijke problemen in het ontwikkelingsland. Onder leiding van Balafrej is FAB TV gelanceerd en is het stuk "Le Maroc a-t-il une stratégie de développement économique?" (Nederlands: Heeft Marokko een economische ontwikkelingsstrategie?) vrijgegeven.
De denktank gebruikt een citaat van Bouabid als slogan: "C'est par la démocratie que l'on apprend la démocratie" (Nederlands: Door democratie leert men democratie). De organisatie heeft vaak vooraanstaande gasten uitgenodigd waaronder Jorge Semprún, Michel Rocard, Felipe González, Huber Védrine en Raymond Aubrac.
Omar Balafrej is sinds 2012 bestuurslid bij Cinémathèque de Tanger en sinds 2015 bij de African Innovation Foundation.

### Politieke carrière
In 1997 sloot Balafrej zich aan bij de progressieve en sociaaldemocratische partij Union socialiste des forces populaires (USFP). Deze politieke partij heeft hij in 2010 weer verlaten. In een interview met het Marokkaanse Médias 24 heeft hij toegelicht waarom hij de partij verliet; in zijn ogen heeft de USFP "niet meer de ambitie om de Marokkaanse samenleving te transformeren."
In 2009 heeft Omar Balafrej de linkse beweging Clarté-Ambition-Courage (CAC, in het Nederlands: Duidelijkheid-Ambitie-Moed) mede opgericht. In 2011 werd hij door meer dan 700 mensen ondersteund in deze beweging. In 2015 bundelde CAC haar krachten met gelijkgestemde Marokkaanse politieke partijen waaronder met Parti socialiste unifié (PSU), Parti de l'avante-garde démocratique et socialiste (PADS) en Congrès national Ittihadi (CNI). Samen werd een linkse politieke partij gevormd genaamd Fédération de la gauche démocratique (FGD).
Tijdens de regionale verkiezingen van 2015 presenteerde Balafrej zich als lijsttrekker van de FGD in het kiesdistrict Agdal-Ryad in Rabat. Leden van de partij hebben zich ook in andere steden gekandideerd, waaronder in Casablanca, Kenitra en Agadir.
De FGD werd tweede grootste partij in het kiesdistrict Agdal-Ryad met 9 zetels in de raad. In de gemeenteraad van Rabat heeft de partij 4 zetels behaald.
Tijdens de Marokkaanse nationale parlementsverkiezingen van 2016 is Balafrej met voorkeurstemmen gekozen.

#### Politieke standpunten
Omar Balafrej is bij uitstek een progressieve politicus. Zo staat hij in Marokko bekend om zijn controversiële pro-lgbt en pro-abortus standpunten.

#### Rol tijdens de Arabische Lente
In 2011 was Omar Balafrej supporter van het eerste uur van de Beweging van 20 februari die opleefde als gevolg van de Arabische Lente in andere landen in Noord-Afrika en het Midden-Oosten. Demonstranten gingen massaal de straat op om meer individuele vrijheden en de oprichting van een rechtstaat te eisen. Omar Balafrej was een uitgesproken tegenstander van een controversieel TGV-project, een treinverbinding tussen Tanger en Casablanca. In zijn ogen werd er veel te veel geld aan dit project uitbesteed. Volgens zijn schatting zijn de kosten van "iedere 10 meter aan spoor gelijk aan die van een gemiddelde school." Volgens Balafrej is de TGV nog lang geen prioriteit in Marokko, een land dat lijdt aan een hoog percentage analfabetisme en waar nauwelijks goede infrastructuur is buiten de grote steden.

## Persoonlijk leven
Omar Balafrej is vader van twee kinderen.